# Photuris lineatocollis
Photuris lineatocollis är en skalbaggsart som beskrevs av Victor Ivanovitsch Motschulsky 1854. Photuris lineatocollis ingår i släktet Photuris och familjen lysmaskar. Inga underarter finns listade i Catalogue of Life.